# Рештіграбен

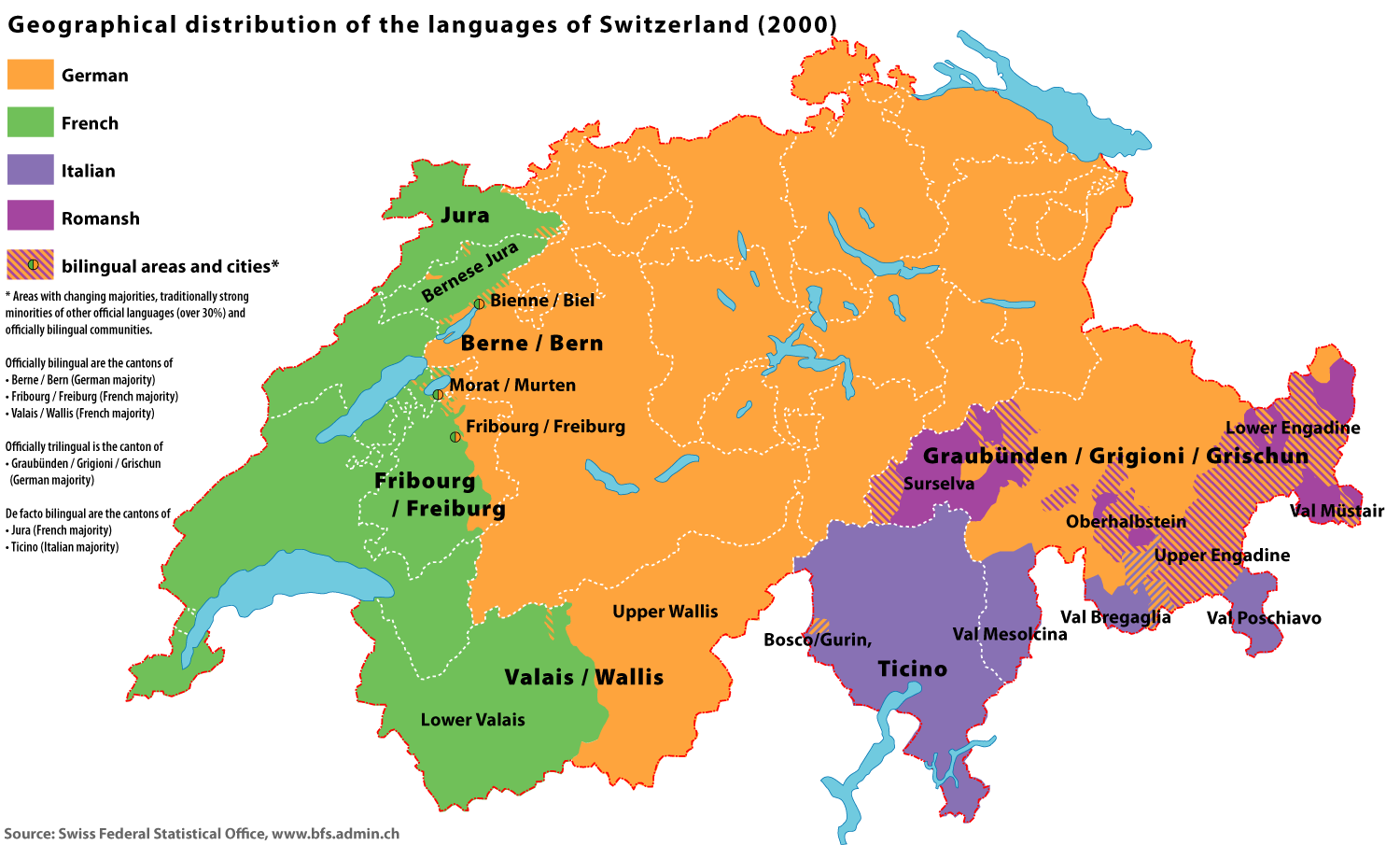
Області переважання німецької (помаранчевий) і французької (зелений) мов у Швейцарії

Рештіграбен (нім. Röstigraben, буквально «рів рештів») — популярний о́бразний вислів на позначення кордону між німецькомовною і франкомовною частинами Швейцарії, один із символів культурних відмінностей між німецькошвейцарцями і франкошвейцарцями.
«Рів» названий за стравою «решті», що походить з німецької частини Швейцарії, але згодом почала вважатися знаковою національною стравою всієї Швейцарії. Мовна і культурна межа пролягає річкою Сарін.
Взаємовідносини між французькою і німецькою частинами Швейцарії є найважливішим фактором у розвитку національної історії. З початку XIX століття, коли до території Швейцарії були приєднані густонаселені франкомовні області, і донині вони характеризуються значною кількістю конфліктів і протиріч. Особливо гострим питанням у цих взаєминах був конфлікт навколо створення нового кантону Юра. Основних причин дві. По-перше, велику роль відіграє пам'ять про предків. Франкошвейцарці пам'ятають, що їхні території під час Бургундських воєн були завойовані Берном, який провадив тоді політику територіальної експансії. З іншого боку й німецькошвейцарці не забувають, що кантональна державність західної частини країни була, по суті, закладена французькими багнетами. По-друге, існують відмінності в політичному темпераменті і менталітеті двох основних культурно-мовних спільнот країни.

## Історія взаємовідносин німецької і французької частин країни

### «Референдумні війни» кінця XIX— початку XXст.
Період з 1874 року, коли була проведена перша тотальна ревізія конституції, і до початку Першої світової війни в 1914 році в швейцарській традиційної історіографії прийнято називатися періодом «референдумних воєн» між французькою і німецькою частинами Швейцарії. Цей період охарактеризований тим, що представники федералістично налаштованих західних франкомовних кантонів завжди виступали проти будь-яких спроб німецькомовної більшості зміцнити центральну владу в країні. Ефективним інструментом тиску «романської» Швейцарії був факультативний референдум, право на використання якого було закріплено в конституції 1874 року.
Майже відразу ж після тотальної ревізії конституції 1874 року спалахнуло протистояння з питання запровадження єдиних для всієї Швейцарії правил реєстрації шлюбів. Проти такого нововведення виступали представники католицької та протестантської церков, а також мешканці франкомовних областей. Довелося вдатися до референдуму, за результатами якого закон про нові правила реєстрації шлюбів був прийнятий.
Наступний етап боротьби припадає на 1877 рік, коли Федеральна рада Швейцарії внесла на розгляд парламенту так званий «Фабричний закон», який повинен був обмежити робочий день до 11 годин і застосування дитячої праці. Франкомовні федералісти почали активну кампанію проти цього закону, у черговий раз побачивши в ньому спробу посилення центру та обмеження прав кантонів. Проте цього разу вони програли, і закон, хоча й незначною більшістю, був прийнятий.
Особливу полеміку в суспільстві на межі XIX і XX століть викликала пропозиція вищих офіцерських кіл про реформування армії за прусським зразком, а також передачу всіх військових повноважень з кантонів федеральному центру. Ця пропозиція вимагала зміни конституції, оскільки варіант 1874 року розподіляв військові повноваження між кантонами та центром. Як і слід було очікувати, противниками цієї реформи стали франкомовні кантони. За результатами референдуму введення нової військової статті у федеральну конституцію було відкинуте населенням.
Згодом ще багато разів проявлялися розбіжності між двома культурно-мовними регіонами країни з таких питань, як шкільна освіта, реформування банківського законодавства, уніфікація цивільного і кримінального права, створення Національного банку та інших. Але всі суперечливі питання вирішувалися шляхом обговорення в парламенті, або винесенням питання на загальношвейцарський референдум.
Особливо сильні відмінності у ставленні громадян до зовнішньої і соціальної політики. Якщо як франкофонна Швейцарія більш відкрита до зарубіжних країн (зокрема ЄС) і до державного врегулювання у соціальних питаннях, їхні німецькомовні співгромадяни часто займають протилежні позиції.

### Юрський сепаратизм і утворення кантону Юра
У післявоєнний період відносини між французьким і німецьким культурно-мовним ареалом не відрізнялися особливою напруженістю. Єдиною «гарячою точкою» у відносинах між ними була проблема франкомовного регіону кантону Берн – Юра.
Основи конфлікту були закладені ще в XIV столітті, коли ця франкомовна область у ході так званих «Бургундських воєн» була насильно включена до складу сильного німецькомовного кантону Берн, який тоді прагнув розширити свою територію за рахунок просування на захід і південь. Таким чином, захоплена територія ставала фактично колонією Берну. У XVI ст. після Реформації населення Берну переходить у протестантство, що природним чином негативно сприймається католицьким населенням Юри. Уже тоді були закладені основи конфліктного потенціалу, який призвів до утворення нового незалежного кантону Юра. У період існування Гельветійської республіки область Юра приєднується до Франції і живе протягом п'ятьох років у ліберальних соціально-політичних рамках «Кодексу Наполеона». Але незабаром відбувається реставрація політичного режиму в Швейцарії, і відповідно до Заключного акту Віденського конгресу 1815 року область Юра знову приєднується до кантону Берн.
Конфлікт загострився у другій половині XX століття, коли активізують свою діяльність різні терористичні угруповання юрських сепаратистів. Конфлікт закінчився проведенням загальнонаціонального референдуму, на якому населення країни висловилося за утворення нового кантону. Кантон Юра офіційно увійшов до складу Швейцарії 1 січня 1979 року.

### Взаємини німецької та французької частин країни в новітні часи
Розвиток відносин у 1950-і і частково 1960-і роки проходив під знаком «холодної війни». Гітлер більше не загрожував Швейцарії, але тепер новим ворогом став СРСР. Спільним знаменником у позиціонуванні себе в «холодній війні» був антикомуністичний настрій усіх швейцарців. Утім якщо в «німецькій» частині антикомуністичний консенсус був дуже міцним, то щодо «французької» частини такого сказати не можна. Це простежується і в післявоєнному політичному розвитку. Якщо в «німецькій» частині комуністи зникли з політичної арени, то у «французькій» частини вони (Швейцарська партія праці) знаходили достатньо симпатій з боку населення.
Асиметричний розвиток країни у повоєнні десятиліття вів до виникнення протиріч між «французами» і «німцями». Ці протиріччя проявилися в питанні про армію Швейцарії. Якщо німці вимагали її доозброєння, то серед «французів» панували антивоєнні настрої, які після смерті Сталіна в 1953 році ще більше посилилися.
Різні позиції сторони зайняли і в питанні про ядерну зброю. Швейцарські військові у повоєнні роки розглядали можливість отримання власної атомної зброї. Протягом 1957—1958 років у Швейцарії, як і в багатьох країнах Європи, зародився потужний антиядерний рух, активну роль у якому відігравали політичні діячі з Романдії. Ними була зроблена спроба на конституційному рівні закріпити заборону на виробництво, ввезення, транзит, складування і застосування ядерної зброї. На референдумі 1962 року ця ініціатива була відхилена. Причому основна частина тих, хто голосував проти поправки, належала німецькомовній Швейцарії.
Протягом 1950-х і 1960-х років різниця між французькою і німецькою частинами Швейцарії ще багато раз проявлялася в підходах до різних проблем. Загалом же відносини між двома основними культурно-мовними областями Швейцарії розвивалися безпроблемно і якщо і набували якогось конфліктного характеру, то проявлялося це у «ввічливій байдужості» одне до одного. Пояснюється це стабільним економічним зростанням і збільшенням добробуту населення. Завдяки цьому будь-які культурні чи лінгвістичні протиріччя нівелювалися високим соціально-економічним розвитком країни або виносилися на другий план. Єдиною гарячою точкою у відносинах між французької і німецької частинами було питання навколо Юри.
У 1970-ті роки характер взаємин між двома основними культурно-мовними ареалами країни визначався з урахуванням нових реалій, пов'язаних з початком промислової рецесії і так званим «нафтовим шоком». Світова економічна рецесія насамперед торкнулася годинникової промисловості, здебільшого сконцентрованої у французькій частині Швейцарії. Це призвело до посилення економічної диспропорції країни і, певною мірою, до другого раунду «референдумних» війн. Саме тоді у статті швейцарського журналу Sprachspiegel з'являється тепер вже загальновідоме поняття «рештіграбен» («Röstigraben», в перекладі з німецької буквально «рештяний рів»).
Наприкінці 1980-х — початку 1990-х років новим каменем спотикання у відносинах між німецькою і французькою частинами Швейцарії стала зовнішня політика країни. Якщо позиції обох сторін у питанні про входження до ООН були близькі — тоді, у березні 1996 року швейцарці відхилили такий крок (75,7 %), то відносно інтегрування до об'єднаної Європи чітко проявилися два різні підходи. Якщо франкошвейцарці виступали за вступ до ЄС, то німецькомовні швейцарці були проти такого розвитку подій.
Кроком до подолання розбіжностей між основними культурно-мовними групами Швейцарії стало внесення до Конституції країни в березні 1996 року нової редакції «мовної статті». Оновлена стаття не тільки гарантувала рівні права чотирьох мов у країні, але й покладала на Федеральну Раду обов'язок сприяти зміцненню взаєморозуміння між основними культурно-мовними регіонами країни. Голосування з цього питання виявило загальнонаціональний консенсус — за поправку проголосувало 76 % учасників референдуму.
Попри те, що мовна та культурна гармонія в суспільстві й була зафіксована на папері, вона не завжди збігалася зі швейцарською дійсністю. Так чи інакше, проблеми між двома основними культурно-мовними ареалами продовжують проявлятися. Хоч «рештіграбен» вже не відіграє тієї ролі, як раніше, все ж таки політичні, культурні, ментальні відмінності між «французькою» і «німецькою» частинами і на початку XXI сторіччя залишаються чинником національного розвитку країни.
Це наочно продемонстрував референдум з питання про заборону на зведення нових мінаретів (2009), в ході якого франкошвейцарці, хоч і з незначною перевагою, але виступили проти заборони.